# Pathlow
Pathlow – osada w Anglii, w hrabstwie Warwickshire, w dystrykcie Stratford-on-Avon. Leży 13 km na południowy zachód od miasta Warwick i 137 km na północny zachód od Londynu.